# Компанія Аведіса Зільджяна
Компанія Аведіса Зільджяна (Avedis Zildjian Company, скорочено Zildjian [ˈzɪldʒən[непідтримувані символи]-dʒiən]), — один найстаріших у світі виробників ударних музичних інструментів. Компанію засновав у 1623 році в Стамбулі вірменин Аведіс Зільджян. Зараз компанія Zildjian базується в Норвеллі, штат Массачусетс, США і випускає тарілки, барабанні палички та інші аксесуари для барабанів під брендами Zildjian, Vic Firth та Balter Mallet.

## Історія
Перші тарілки алхімік Аведіс Зільджян створив у 1618 році. Як і його батько, який також був ковалем, він працював при дворі султана Османської імперії в Константинополі.. Він навчився відливати листи зі сплаву олова, міді та срібла, здатні видавати музичні звуки і при цьому не руйнуватись.. За даними сайту компанії, султан Осман II дав Аведісу прізвище Зільджян, що означає «коваль тарілок» вірменською мовою. У 1623 р. Султан дозволив Аведісу покинути палац і розпочати власний бізнес у вірменському секторі Константинополя.
Зілджян виготовляв тарілки для османських військових оркестрів, що складалися з духових та ударних інструментів; ці оркестри належали яничарам, грали для війська, а також улещували музикою османських правителів.. Зілджян також виробляв інструменти для грецьких та вірменських церков, суфійських дервішів та танцівниць живота османського гарему.
Після смерті Аведіса бізнес і секрети виробництва передавалися з покоління в покоління спадкоємцям чоловічої статі. На початку 19 століття Харутун Зільджян передав його своєму синові Аведісу II.. У 1850 році Аведіс II побудував 7-метрову шхуну, завдяки якій розпочав торгівлю музичними інструментами у Великій Британії а згодом і в інших країнах Європи.. Він помер у 1865 році, а оскільки його сини були ще маленькими, компанію очолив його брат Кероп II.. Він представив серію інструментів під назвою K Zildjian, якими користуються класичні музиканти і донині.

### 1900 -ті роки
Після смерті Керопа (1909) бізнес повернувся до родини Аведіса. Виробництвом музичних інструментів зайнався Арам Зільджян. Після масових вбивств вірменів 1905 року Арам Зільджян був вимушений втікти з Бухареста, де створив невелику ливарню.,тоді як константинопольською фабрикою залишилась керувати друга дочка Керопа Вікторія.
У 1909 році один із нащадків Аведіса — Хароутун, виїхав у США, де заснував сім'ю та кондитерський бізнес.. У 1927 році він став спадкоємцем сімейного бізнесу Зільджянів, і продовжив виробництво тарілок Зільджяна у США, в місті Квінсі, штат Массачусетс, а 1929 року було створив компанію Avedis Zildjian Co.
Продажі тарілок Зільджяна різко зросли після того, як Рінго Старр використав їх під час виступу гурту The Beatles на шоу Еда Саллівана в 1964 р.. Завдяки цьому виступу компанія отримала величезну кількість замовлень, що дозволило у 1968 році відкрити новий завод у Медуктиці, (Канада).
У 1979 внаслідок конфлікту між братами Робертом і Арманом, компанія розділилась — Арман надалі очолював компанію Zildjian, натомість Роберт заснував компанію Sabian, яка поряд із Zildjian стала одним із світових лідерів з виробництва тарілок.
У 2010 році Зілджян придбав компанію Vic Firth, а у 2018 році придбав компанію Mike Balter Mallet, що дозволило розширити асортимент компанії, включивши палички для барабанів та пластинчатих ударних.